# Срђан Мркушић
Срђан Мркушић (Сињ, 26. мај 1915 — Београд, 30. октобра 2007) био је југословенски фудбалски репрезентативац, голман. Мркушић је био један од првих и ретких фудбалера са факултетском дипломом. Био је инжењер шумарства.

## Биографија
Каријеру је почео у јуниорској (18 година) екипи АСК-а из Сплита. Исте године је, запажен од тренера Луке Калитерне, прешао у сплитски Хајдук. Следеће године је дебитовао у првом тиму Хајдука, за који је одиграо 35 утакмица.
По завршетку школовања (гимназија) преселио се у Београд и од 1936 — 1944) играо је за београдски БСК (данашњи ОФК Београд), са којим је освојио и први трофеј, првенство Краљевине Југославије 1939. године. За БСК је одиграо 320 утакмица.
После Другог светског рата учествује у оснивачкој скупштини ФК Црвена звезда у којој наставља каријеру од 1946 — 1955. године, када је завршио каријеру у 40-ој години живота. За Звезду наступа 154 пута и са њом осваја три пута Куп Југославије од 1948—1950.
У репрезентацији Краљевине Југославије дебитовао је као играч БСК-а на њеној последњој утакмици пред Други светски рат 23. марта 1941. против репрезентације Мађарске у Београду која је завршила резултатом 1:1. Године 1950. бранио је за репрезентацију на Светском првенству у Бразилу. За репрезентацију је играо 11 пута. Репрезентативну каријеру је завршио 1950. на утакмици у Бечу против репрезентације Аустрије коју је репрезентација Југославије изгубила са 7:2. У репрезентацији га је заменио Владимир Беара.
У југословенском фудбалу је упамћен као голман који је унео новине названу „голман-трећи бек“.
Волео је да истрчава, да у шеснаестерцу контролише ситуацију и организује игру.
Срђан Мркушић је био последњи од 7 фудбалера који су са репрезентацију играли пре и после Другог светског рата. Осталих шест су били: Мирослав Брозовић (1917-2006), Фране Матошић (1918- 2007), Фрањо Велф (1918-1987), Бранко Плеше (1915-1980), Звонимир Цимерманчић (1917-1979) и Љубомир Ловрић (1920-1994).
Преминуо је у Београду 30. октобра 2007. у 93-ој години живота.
Један дан пре Срђана Мркушића у Сплиту је умро његов саиграч у Хајдуку, БСК-а, и репрезентације Југославије Фране Матошић.